# 錫托沃 (錫利斯特拉州)
錫托沃，是保加利亞東北部錫利斯特拉州錫托沃市鎮的村庄及行政中心，面積33.66平方公里，2015年人口809，人口密度每平方公里24.04人。